# Brezelmuseum
Das Brezelmuseum (Eigenschreibweise BrezelMuseum) in Erdmannhausen im Landkreis Ludwigsburg erzählt die Geschichte der Brezel. Es werden Brezelexponate ausgestellt und Legenden um die Brezel greifbar gemacht. Es ist das erste Brezelmuseum Deutschlands.

## Geschichte
1950 zog der Stuttgarter Bäckermeister Emil Huober mit seiner Frau Grete nach Erdmannhausen. Hier begann er in einer kleinen Backstube in der Badstraße 8 Dauerbrezeln herzustellen. Kurze Zeit später waren die Räumlichkeiten zu klein und er baute 1954 in der Riedstraße die „Erste Württembergische Brezelfabrik“. Bis heute werden hier Huober-Brezeln produziert.
2013 kaufte Emils Sohn Karl Huober das frühere Grundstück seines Vaters und entwickelte die Idee für das Brezelmuseum. Nach Umbauarbeiten wurde es 2016, im 1200. Jubiläumsjahr von Erdmannhausen, eröffnet. Es ist heute Teil der Huober-Janus-Stiftung.

## Ausstellungen
Das Museum widmet sich der Brezel als Zunftzeichen, Symbol und Lebensmittel. Historische Exponate und Inszenierungen, wie die Legende des Bäckers Frieder, zeigen den Wandel von Handwerk zu industrieller Produktion. Im Theaterraum werden Fragen zu Ernährung und Landwirtschaft thematisiert, um Tradition und Zukunft zu verbinden.
Das Brezelmuseum zeichnet sich durch wechselnde Sonderausstellungen aus. In den vergangenen Jahren wurden unter anderem die Ausstellungen „Der Brezel neue Kleider“ und „Brezelbicinium“ gezeigt. Die Ausstellung „BrezelcolLage“ hat die Werke von Jürgen Roesner und Lisa Moll präsentiert. Die Ausstellungen bieten eine kreative Perspektive auf das traditionelle Gebäck.
Das Brezelmuseum veranstaltet neben den Ausstellungen regelmäßig Events, darunter das jährliche Brezel-Backen am Feiertag Heilige Drei Könige am 6. Januar sowie die „Brezel-Hocketse ganz in Weiß“. Auch zum 5. Geburtstag veranstaltete das Museum ein Event.
Im Rahmen eines Azubi-Projekts bei AMF Theaterbauten wurden in Erdmannhausen im Jahr 2024 über 150 bunte Holz-Brezeln ausgestellt.

## Räumlichkeiten

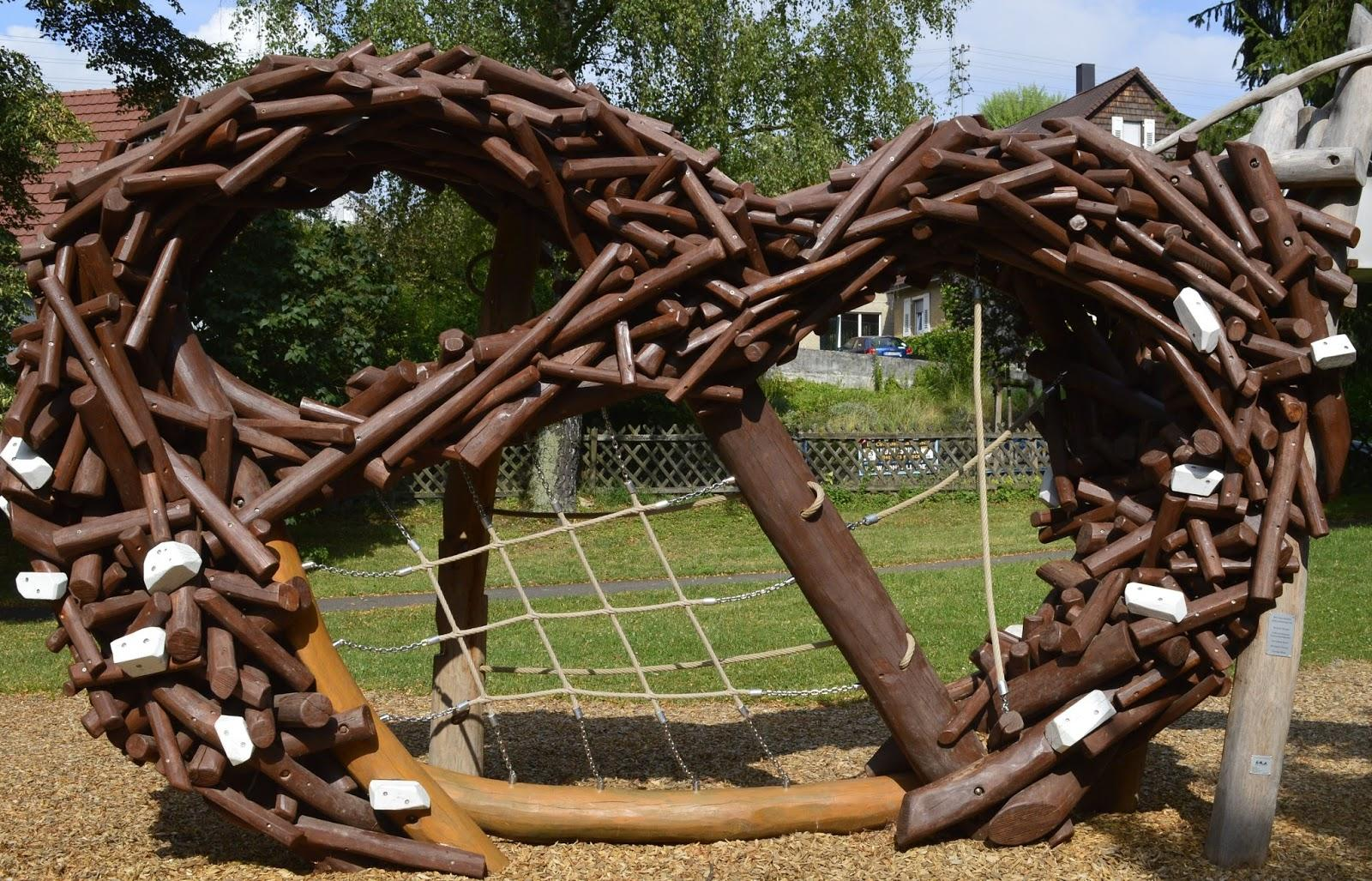
Kletterbrezel auf dem Spielplatz (2021)

Das Museum ist in den Räumlichkeiten der ehemaligen Backstube des Bäckermeisters Emil Huober. Die alte Backstube ist Teil der Ausstellung. Das Museum verfügt außerdem über einen Theaterraum sowie eine Brezelküche.
Zum Museum gehört ein Spielplatz, auf dem eine große Kletterbrezel steht.